# 三宅将之
三宅 将之（みやけ まさゆき、1958年 - ）は、日本の経営学者（ERM研究、価値創造とリスクマネジメント）。日本工業大学大学院技術経営研究科教授、日本価値創造ERM学会会長。

## 経歴・人物
1982年に京都大学経済学部卒業、日本興業銀行入行。ロンドン興銀エクイティ部長、情報システム部長、興銀証券リスク管理部長を経て、2001年から2011年まで野村総合研究所主席コンサルタントとして主にERM（エンタープライズリスクマネジメント）関連の調査研究と事業企画を主導した。この間、1997年にロンドン大学経営学修士課程（MBA）を修了した。
2011年みずほ証券IT部門のシニアエクゼクティブ（2015年まで）を経て、2015年日本工業大学大学院技術経営研究科教授、2020年日本価値創造ERM学会会長。
この間、2015年ワークスアプリケーションズ 取締役CFO、2017年ガートナージャパン・シニアエクゼクティブパートナー、2021年大学基準協会経営系専門職大学院認証評価委員会委員。